# Odynerus seyrigi
Odynerus seyrigi är en stekelart som beskrevs av Giordani Soika. Odynerus seyrigi ingår i släktet lergetingar, och familjen Eumenidae. Inga underarter finns listade i Catalogue of Life.